# شینا مور
شینا مور (انگلیسی: Sheena Moore؛ زادهٔ ۲۳ اکتبر ۱۹۸۴) بازیکن بسکتبال اهل ایالات متحده آمریکا است.